# Macroteleia aethiops
Macroteleia aethiops är en stekelart som beskrevs av Nixon 1931. Macroteleia aethiops ingår i släktet Macroteleia och familjen Scelionidae. Inga underarter finns listade i Catalogue of Life.